# زبان‌شناسی صورت‌گرا
زبان‌شناسی صورت‌گرا رویکردی در مطالعه زبان است که عناصر زبان را صرف نظر از بافت زبانی یا اجتماعی مورد مطالعه قرار می‌دهد و در مقابل زبان‌شناسی نقش‌گرا قرار می‌گیرد. دستور زایشی چامسکی و پیروانش و هم چنین شاخه‌های آن همچون معنی شناسی زایشی و غیره از یک سو دستورهای صورت گرای ساخت گروهی/ سازه ای را تشکیل می‌دهند و دستوری چون دستور واژه از هادسون دستور صورت گرای وابستگی است.